# Fairview (condado de Christian)
Fairview es un lugar designado por el censo ubicado en el condado de Christian en el estado estadounidense de Kentucky. En el Censo de 2010 tenía una población de 286 habitantes y una densidad poblacional de 91,41 personas por km². Es la ciudad natal de Jefferson Davis (1808-1889), presidente de los Estados Confederados de América durante la Guerra de Secesión. 

## Geografía
Fairview se encuentra ubicado en las coordenadas 36°50′32″N 87°18′39″O / 36.84222, -87.31083. Según la Oficina del Censo de los Estados Unidos, Fairview tiene una superficie total de 3,13 km², de la cual 3,13 km² corresponden a tierra firme y (0,08%) 0 km² es agua.

## Demografía
Según el censo de 2010, había 286 personas residiendo en Fairview. La densidad de población era de 91,41 hab./km². De los 286 habitantes, Fairview estaba compuesto por el 89,86% blancos, el 9,09% eran afroamericanos, el 0% eran amerindios, el 0% eran asiáticos, el 0% eran isleños del Pacífico, el 0,35% eran de otras razas y el 0,7% pertenecían a dos o más razas. Del total de la población el 1,05% eran hispanos o latinos de cualquier raza.